# Åsa Larsson
Åsa Larsson (Uppsala, 28 giugno 1966) è una scrittrice svedese, nota per i romanzi con protagonista Rebecka Martinsson.

## Biografia
Avvocato fiscalista di professione, Åsa Larsson ha iniziato nel 2003 a esercitare anche il mestiere di scrittrice.
La fortunata serie di gialli che l'ha resa famosa è stata tradotta anche in italiano, pubblicata dalla casa editrice Marsilio e vede come protagonista l'avvocatessa Rebecka Martinsson.
Il primo libro dell'autrice Tempesta solare ha vinto nel 2003 il Premio dell'Accademia Svedese nella sezione miglior giallo d'esordio. Nel 2004, invece, ha conquistato con la seconda opera, Il sangue versato, il Premio svedese per la letteratura gialla nella sezione miglior romanzo, impresa ripetuta nel 2012 con Sacrificio a Moloch.
Nel 2017 dai suoi romanzi è stata tratta una serie televisiva, intitolata Rebecka Martinsson, trasmessa su TV4.
Nel 2021, Fädernas missgärningar (sesto romanzo dedicato a Rebecka Martinsson e noto in italiano con il titolo Le colpe dei padri) ha vinto l'Adlibrispriset e il Premio svedese per la letteratura gialla, che l'autrice si aggiudica per la terza volta.

## Opere

### Serie di Rebecka Martinsson
- Solstorm,  2003; (Tempesta solare, 2005)
- Det blod som spillts, 2004; (Il sangue versato, 2007)
- Svart stig, 2006; (Sentiero nero, 2009)
- Till dess din vrede upphör, 2008; (Finché sarà passata la tua ira, 2010)
- Till offer åt Molok, 2011; (Sacrificio a Moloch, 2012)
- Fädernas missgärningar, 2021; (Le colpe dei padri,  2022)